# Werner Glimm
Werner Glimm (? – ?) kétszeres Európa-bajnoki ezüstérmes német jégkorongozó.
Részt vett az első és a második jégkorong-Európa-bajnokságon, vagyis az 1910-esen és 1911-esen, és mindkétszer ezüstérmes lett a német válogatottal. Az első Európa-bajnokságon gólkirály lett 4 góllal.